# Sutton-on-the-Forest
Sutton-on-the-Forest – wieś w Anglii, w hrabstwie North Yorkshire, w dystrykcie (unitary authority) North Yorkshire. Leży 14 km na północ od miasta York i 293 km na północ od Londynu.